# Пільниц
Палац-замок Пільніц (нім. Schloss Pillnitz) — заміська резиденція саксонських монархів з династії Веттінів, розташована на березі річки Ельби в межах сучасного Дрездена.
Наприкінці XVII століття курфюрст Йоганн Георг IV придбав маєток Пільніц для своєї фаворитки, графині фон Рохліц. Пізніше його наступник Август Сильний доручив архітекторам М. Д. Пеппельману і 3. Лонглюну збудувати на березі Ельби легкий палац в «китайському стилі». У 1791 році в палаці була підписана Пільніцка декларація.
Палацово-парковий ансамбль складається з трьох основних будівель: Водний палац (Wasserpalais, 1721-22) на річці Ельба, Нагірний палац (Bergpalais, 1722-23) і Новий палац епохи класицизму (Neues Palais,1819-1826)), що сполучає їх. Від Водного палацу елегантні східці ведуть прямо до річки.
Будівлі оточені англійським парком, який у кінці XVIII століття прийшов на зміну регулярній композиції. У центрі розташований ставок з великим фонтаном. Замок гармонійно вбудований в навколишній ландшафт річкової заплави, пагорбів і виноградників. У 2004-09 рр. Дрезденська долина Ельби з палацами Пільніця була зачислена до пам'яток Всесвітньої спадщини.
Після Листопадової революції 1918 року палацовий ансамбль націоналізували. Його приміщення займають два музеї: Музей прикладного мистецтва (Kunstgewerbemuseum) і Замковий музей (Schlossmuseum).

## Ресурси Інтернету
- Музей палацу-замку Пільниц
- Staatliche Schlösser, Burgen und Gärten Sachsen — Schloss und Park Pillnitz [Архівовано 13 травня 2012 у Wayback Machine.]
- Schloss Pillnitz [Архівовано 22 серпня 2016 у Wayback Machine.] — Kugelpanorama
- Schloss & Park Pillnitz Dresden [Архівовано 31 липня 2016 у Wayback Machine.]